# 한미통합국방협의체
한미통합국방협의체(KIDD, Korea-U.S. Integrated Defense Dialogue)는 대한민국 국방부와 미합중국 국방부 간 고위급 정책 협의체이다.

## 연혁
- 제43차 한미 안보협의회의에서 한미통합국방협의체 신설 합의[1]
- 2012년 제1차 한미통합국방협의체 회의 진행[2]
- 2021년 제19차 한미통합국방협의체 회의 진행[3]
- 2023년 제22차 한미통합국방협의체 회의 진행[4]
- 2023년 제23차 한미통합국방협의체 회의 진행[5]

## 구성
- 한미 안보정책구상회의(SPI, Security Policy Initiative)
- 전략동맹 2015 공동실무단회의(SAWG, Strategic Alliance 2015 Working Group)
- 확장억제 정책위원회(EDPC, Extended Deterrence Policy Committee)

## 같이 보기
- 확장억제
- 확장억제전략협의체
- 한미 안보협의회의
- 한미 군사위원회 회의